# DCC Alliance
Die DCC Alliance (DCC Common Core) war ein Zusammenschluss mehrerer Organisationen und Einzelpersonen mit dem Ziel, einen gemeinsamen Standard für debianbasierte Linux-Distributionen zu schaffen. Dadurch sollte die kommerzielle Anerkennung von Debian-Systemen weltweit beschleunigt und forciert werden. Mitglieder der im Juli 2005 gegründeten und bis 2007 aktiven DCC Alliance waren dabei fast alle damaligen großen debianbasierten Projekte wie Knoppix, Linspire, Progeny, SimplyMEPIS, Xandros, User Linux, gnuLinEx, Sun Wah Linux und credativ.

## Vom Linux Core Consortium zum DCC Common Core
Nach dem Scheitern von United Linux schlossen sich Mandrake, Conectiva, Turbolinux und Progeny Linux Systems am 16. November 2004 zum Linux Core Consortium (LCC) zusammen mit der Absicht, den Linux Standard Base (LSB 2.01) verstärkt zu unterstützen. Das Konsortium lud Red Hat/Fedora, Novell/SUSE, Hewlett-Packard, Computer Associates und Sun Microsystems zum Beitritt ein, aber alle genannten Firmen verweigerten ihre Unterstützung.
So blieb es wieder nur bei der Absicht. Weil sich Mandriva und Turbolinux zudem nicht einig waren, zerbrach das LCC wieder. Im Juli 2005 schaute sich daraufhin Progeny als treibende Kraft hinter dem alten Linux Core Consortium nach anderen Partnern um. Es gelang Progeny dabei, die meisten wichtigen debianbasierten Projekte um sich zu scharen und aus dem LCC den DCC zu formen. 
Der ursprüngliche Name „Debian Core Consortium“ war in Anlehnung an „Linux Core Consortium“ gewählt worden. Aber um Verwechslungen mit dem Debian-Projekt zu vermeiden, erfolgte eine weitere Umbenennung in DCC Common Core.

## Kritik
- Das Debian-Projekt, welches die grundlegende technische Basis aller Debian-Ableger darstellt, ist kein Mitglied der Allianz. Damit fehlt der wichtigste, kompetenteste und aktivste Akteur des Debian-Umfelds. Des Weiteren fehlen weitere Projekte, die auf Debian basieren, wie das stark verbreitete Ubuntu.[3]

- Es ist bisher nur der Linux Standard Base gelungen, mehrere Distributoren miteinander zu vereinen. Weder United Linux noch LCC waren bisher erfolgreich.